# Багратионовский район
Багратио́новский райо́н — административно-территориальная единица (административный район) в Калининградской области России. Ему соответствовало до 1 января 2022 года муниципальное образование Багратионовский городской округ, с 1 января 2022 года — Багратионовский муниципальный округ.
Административный центр — город Багратионовск.

## География
Расположен на юго-западе области, на побережье Калининградского (Вислинского) залива, граничит с Польшей. Площадь района 1146 км². Площадь земельных угодий  62,973 тыс.га, в том числе земля под пашни 30,350 тыс.га, земли под сенокос 8,339 тыс.га, земли под пастбища 9,791 тыс.га, государственного лесного фонда 16,1 тыс.га, водоёмы 1 тыс.га, земли государственного запаса 4,1 тыс.га.
В районе имеется многосторонний пограничный пункт на российско-польской границе.
Природа
Крупнейшие озёра: Лангер и Варшкайтерское, крупнейшая река; Прохладная. Полезные ископаемые: торф, сапропель, нефть, калийно-магниевые соли, бурый уголь, строительные материалы.

### Климат
Багратионовский район расположен в западноевропейском районе атлантико-континентальной области умеренного климата. Переходный от морского к умеренно континентальному. Характерны мягкая малоснежная зима и прохладное лето с большим количеством осадков. Среднегодовая температура воздуха: 8,3 °C. Среднемесячные температуры изменяются от +18,5 °C в июле, до −0,9 °C в январе. Абсолютный минимум температуры: −35 °C. Абсолютный максимум температуры: +37 °C.
Период температуры воздуха выше 0 °C: 274 дня. Продолжительность зимнего периода: 5 месяцев. Грунт промерзает на 1,0-1,95 метра в глубину. Устойчивый снежный покров образуется в последней декаде декабря. Продолжительность вегетационного периода выше +15 °C: 78 дней. Длительность вегетационного периода: 180 — 200 дней.
Среднегодовая сумма осадков: 850 — 900 мм. Общее количество дней с осадками: 161. Летом осадки чаще всего бывают в виде непродолжительных ливней. Грозы наблюдаются в течение всего года, наиболее часто с мая по сентябрь, 3-7 раз в месяц.
В течение всего года преобладают южные и юго-западные ветра. Наибольшие скорости ветра наблюдаются в холодный период (ноябрь, декабрь, январь). Среднегодовая скорость ветра: 3,5-4,0 м/с. В летний период преобладают западные и северо-западные ветра. Сильный ветер со скоростью более 12 м/с наблюдается, в основном, с января по март.
Относительная влажность воздуха меняется в зависимости от времени года от 77 % в мае до 85 % в декабре-январе.
Туманы на территории района наблюдаются, в среднем, 55 дней в году. Продолжительность дней с туманом увеличивается в холодный период до 40 часов в месяц.
| Показатель              | Янв. | Фев. | Март | Апр. | Май  | Июнь | Июль  | Авг.  | Сен. | Окт.  | Нояб. | Дек. | Год   |
| ----------------------- | ---- | ---- | ---- | ---- | ---- | ---- | ----- | ----- | ---- | ----- | ----- | ---- | ----- |
| Средняя температура, °C | −0,8 | 0,2  | 2,2  | 8,0  | 12,4 | 15,6 | 18,8  | 18,1  | 13,6 | 8,7   | 3,1   | −0,3 | 9,9   |
| Норма осадков, мм       | 68,4 | 50,7 | 55,1 | 41,2 | 45,1 | 65,7 | 109,7 | 140,5 | 79,2 | 104,3 | 54,7  | 68,4 | 882,9 |

## Рельеф
Район располагается на крайнем западе Восточно-Европейской равнины, в пределах Западно-Приморской провинции. Основной водной артерией является река Прохладная с её притоками: рекой Корневкой с притоком Майская, рекой Резвой. Рельеф местности: слабоволнистая, местами холмисто-грядовая моренная и плоская, плоскохолмистая озёрно-ледниковая равнина. Пойма реки Прохладной заболочена, в период паводков подвержена затоплению.
Современный рельеф района сформирован в результате наступления и последующей деградации Валдайского оледенения. В результате образовались ряд низменностей и холмисто-грядовых возвышенностей. Моренный рельеф представлен ограниченно зандровыми и озёрно-ледниковыми равнинами, конечно-моренными грядами и моренным плато, которое в ходе дегляциации было расчленено системой крупных рек.
Речная сеть довольно густая. В центральной части района субширотно простирается полоса пойменных долин рек Прохладной и Майской, сочленяющихся с субширотными долинами притоков. Нередко долины осложнены террасами. Долина реки Прохладной относительно широкая, может превышать 2 км, долины остальных рек узкие, большинство не превышает в ширину 500 м. Берега рек изрезаны промоинами и оврагами.
В геоморфологическом отношении наиболее широкое распространение имеет аккумулятивный рельеф, преобладают его ледниковые, водно-ледниковые, озёрно-ледниковые, озёрно-болотные формы. Для большей части территории характерен волнистый рельеф основной и конечной морены с абсолютными отметками 40-60 м. К долинам рек тяготеют плоские и слабо выпуклые озёрно-болотные, в основном низинные, равнины. На ледниковых возвышенностях отмечаются локальные площади, занятые верховыми болотными равнинами. Встречаются эоловые формы рельефа: бугристые пески и дюны. Широко развита сеть осушительных мелиоративных канав и каналов.
По морфогенетическим и возрастным признакам на территории района выделяются три основные группы форм рельефа: эрозионно-аккумулятивная, аккумулятивная и техногенная.
Физико-геологические процессы и явления на территории района представлены заболачиванием, подтоплением, дефляционными процессами, боковой эрозией рек и связанными с ней оползневыми явлениями, оврагообразованием.
В структурном плане территория принадлежит к западной части Русской платформы, располагается в пределах юго-восточной части Балтийской синеклизы и более молодой Польско-Литовской впадины.
В геологическом строении территории района принимает участие мощная толща пород палеозоя (кембрий — ордовик — силур — пермь), измеряющаяся сотнями метров. Выше залегают нижнетриасовые, юрские и верхнемеловые породы. Под кайнозойскими или четвертичными отложениями залегают меловые отложения.

### Гидрография
Район расположен в центральной части Прибалтийского артезианского бассейна. В осадочной толще насчитывается около 30 горизонтов подземных вод. Основные области питания межпластовых вод: Балтийская и Самбийско-Надрувская возвышенности. Разгрузка артезианских вод происходит в Балтийское море, а мезозойских межпластовых ненапорных и артезианских — дополнительно в долины рек Прохладной и Преголи. В вертикальном разрезе выделяются зоны пресных вод, солоноватых, соленых вод и рассолов.
Пресные воды (минерализация менее 1 г/л) включают горизонты четвертичных и палеогеновых отложений. Основными водоносными горизонтами четвертичных отложений являются межпластовые межморенные воды среднерусско-валдайского (нестеровско-калининградского) горизонтов и грунтовые воды аллювиальных, озёрно-ледниковых и водно-ледниковых отложений. Эти горизонты используются для централизованного водоснабжения.
Солоноватые воды с минерализацией 1-10 г/л представлены меловыми водоносными горизонтами.
Зона соленых вод (минерализация 10-50 г/л) включает горизонты мела, юры, триаса и перми. Нижняя граница соленых вод проходит на глубине 900 — 1000 м. Минерализация здесь составляет 16-50 г/л, водообмен замедлен, воды хлоридно-натриевые.
Зона рассолов (минерализация более 50 г/л) располагается глубже 900 — 1000 м и представлена водоносными горизонтами девона, силура, ордовика и кембрия. Воды обычно хлоридно-кальциевые с минерализацией 120-180 г/л. Наиболее изучены девонские воды.
Багратионовский район, как и вся Калининградская область, расположен в зоне избыточного увлажнения. Низменный и равнинный рельеф, преобладание глинистых и суглинистых пород на поверхности, все это способствует образованию множества рек и озёр. 
Список основных водных потоков Багратионовского района
| №  | Название           | Длина в пределах района, км |
| -- | ------------------ | --------------------------- |
| 1  | река Прохладная    | 37,97                       |
| 2  | река Майская       | 31,95                       |
| 3  | река Резвая        | 25,49                       |
| 4  | река Покосная      | 17,64                       |
| 5  | река Велийка       | 16,15                       |
| 6  | река Лава          | 9,11                        |
| 7  | река Рязанка       | 8,95                        |
| 8  | река Овсянка       | 8,64                        |
| 9  | ручей Великолепный | 7,83                        |
| 10 | река Узор          | 7,35                        |
| 11 | река Корча         | 7,28                        |
| 12 | река Любимая       | 5,96                        |
| 13 | река Витушка       | 5,86                        |
| 14 | река Корневка      | 5,27                        |
| 15 | река Вишняя        | 2,56                        |

Все реки равнинные, принадлежат к бассейну Калининградского залива Балтийского моря, имеют незначительную глубину эрозионного вреза. Валдайское оледенение сформировало важнейшие особенности речной сети и размещения озёрных водоёмов. Большинство рек малые, длиной от 10 до 25-50 км. Большинство из них имеют небольшие уклоны, неглубокие долины с низкими поймами, часто неясно выраженными и заболоченными.
Питание рек смешанное: 40 % снеговое, 35 % дождевое и 25 % грунтовое. Даже самые маленькие реки никогда не пересыхают.
Ледовый режим неустойчив, в мягкие зимы толщина льда составляет 10-15 см, в средние 30-40 см, а в суровые до 65-70 см. В аномально мягкие зимы устойчивый ледостав на реках вовсе не образуется. Зимой, обычно в начале первой декады декабря, появляются первые ледовые образования — забереги, сало, шуга. Средний срок образования устойчивого ледяного покрова в конце второй декады декабря. Наиболее ранняя дата образования устойчивого ледостава на реках приходится на вторую или третью декаду ноября, наиболее поздняя на первую декаду февраля. Средняя продолжительность ледостава 65-90 дней. К концу декабря средняя толщина льда на реках уже составляет 15 см, постепенно увеличиваясь к концу февраля до 22-40 см, в отдельные годы достигает 46-85 см. Вскрытие рек ото льда происходит обычно во второй декаде марта.
Для рек характерно весеннее половодье. Паводковые воды обычно начинают проникать на пойму через низкие участки берега (логи, протоки, старицы и т. д.).
Годовой ход температур воды рек в целом соответствует годовому ходу температуры воздуха. Изменение температуры воды происходит более плавно, отсутствуют резкие понижения и повышения, характерные для температуры воздуха.
Летом, с июня по август, среднемесячная температура воды изменяется от 18,6 °C до 20,2 °C, с максимальными отметками в июле в 22,5 °C. Дневная температура воды на 2-3 °C выше ночной. Продолжительность купального сезона составляет 90-100 дней.
Большое количество осадков и неблагоприятные условия для естественного стока воды с поверхности приводят к избыточному увлажнению сельскохозяйственных угодий. В среднем за год на 1 га выпадает 5-9 тыс.м3 осадков, а для нормального развития растений требуется всего 2,5-3 тыс.м3. Для нормального ведения сельского хозяйства широко развита мелиоративная сеть. Часть земель осушается закрытым дренажем, а часть открытой сетью каналов.
С западной стороны Багратионовский район омывается Калининградским (Вислинским) заливом. Объём речных вод, стекающих в него, превышает объём вод залива в полтора раза. В связи с этим поверхность залива на 5 см выше уровня Балтийского моря. Под воздействием ветров создается напор вод из залива в сторону моря и обратно. Так в него проникают значительные массы соленой морской воды. Калининградский залив солоноватый, с содержанием 2-4 г солей на литр. Небольшие размеры и незначительная глубина Калининградского залива, слабая защищённость его от ветров приводят к сгонно-нагонным явлениям.
На берегу Калининградского залива, в 3 км западнее станции Приморское-Новое расположено низинное болото Приморское (Бальга) площадью около 1000 га. Оно имеет важное водоохранное и водорегулирующее значение, является местом обитания диких животных, богато ягодами (морошкой, черникой, голубикой, клюквой, брусникой), грибами, лекарственными травами и растениями.

### Почвы
Почвы района относятся в системе почвенного районирования мира к суббореальному лесному почвенному сектору с буроземными и дерново-подзолистыми почвами. В этом секторе они входят в Восточно-Европейскую почвенную область и принадлежат одновременно к двум почвенным провинциям.
Кроме ведущих зональных почвообразующих факторов, то есть климата и растительности, свой вклад в формирование почв вносят формы рельефа, особенности химического и гранулометрического состава почвообразующих пород и длительная история хозяйственной деятельности человека, в результате которой на территории района не осталось почв, не затронутых антропогенным воздействием. Окультуривание почв, которое заключается в распашке земель, внесении удобрений, формировании травянистой растительности на лугах, осушительных мелиорациях, привело к формированию плодородного дернового горизонта в профиле подзолистых почв, в связи с чем значительная часть почв относится к дерново-подзолистым.
Почвообразующие породы имеют тяжелый гранулометрический состав (глины и суглинки валунные и безвалунные), меньшую часть составляют более лёгкие породы (супеси и пески).
Преобладают почвы дернового типа, бедные органическими веществами. Они отличаются сильным разнообразием. В центральной части района наибольшее распространение имеют дерново-скрытоподзолистые почвы с тяжелосуглинистым гранулометрическим составом. В южной и юго-западной части района преобладают дерново-слабоподзолистые почвы с легкосуглинистым и песчаным гранулометрическим механическим составом. В поймах рек Прохладной и Ветуши распространены лугово-болотные почвы. Они сильно заболочены и нуждаются в коренном улучшении водно-воздушного режима. К южной границе района приурочены бурые лесные почвы с легкосуглинистым гранулометрическим составом.
Климат обуславливает обильное атмосферное увлажнение почв и слабую испаряемость, поэтому количество влаги в почве одинаково в течение всего года. Переувлажнение почв способствует их заболачиванию и оглеению. Зимой почвы промерзают слабо и активность микроорганизмов, перерабатывающих органику, не прекращается, что приводит к достаточно быстрому разрушению гумусовых веществ, в результате содержание гумуса в почве низкое.
Вдоль побережья залива и по долинам рек лежат аллювиальные и аллювиально-болотные почвы, которые отличаются высокой степенью плодородия.
Почвообразующие породы, встречающиеся на территории района, образовались при таянии ледника, покрывавшего всю территорию Прибалтики. Помимо характерных зональных подзолистых и дерново-подзолистых почв имеют распространение болотные, пойменные, реже дерновые почвы. По механическому составу преобладают среднесуглинистые почвы.
Подзолистые почвы залегают под еловыми и сосновыми лесами со слаборазвитым травянистым покровом на слабоволнистых и равнинных участках водораздельного плато и надпойменных террас. Характеризуются отсутствием или незначительным развитием гумусового горизонта. Могут быть использованы исключительно для ведения лесного хозяйства, а также создания искусственных ягодных плантаций (брусника, черника) путём улучшения естественных ягодников.
Дерново-подзолистые почвы являются основными используемыми для сельскохозяйственного производства почвами. Помимо пахотных угодий, данные почвы залегают под пастбищами и сенокосами, а также под светлыми лесами, где хорошо развит травянистый покров. Формируются на хорошо дренированных участках водоразделов по слабоволнистым равнинам, вершинам всхолмлений, слабоволнистым надпойменным террасам. Могут быть использованы для ведения лесного или сельского хозяйства.

## Население
| 1959    | 1970    | 1979    | 1989    | 2002    | 2009    | 2010    | 2011    | 2012    |
| ------- | ------- | ------- | ------- | ------- | ------- | ------- | ------- | ------- |
| 19 854  | ↗35 500 | ↗38 044 | ↗39 724 | ↗45 672 | ↘44 607 | ↘32 352 | ↗32 453 | ↗33 521 |
| 2013    | 2014    | 2015    | 2016    | 2017    | 2018    | 2019    | 2020    | 2021    |
| ↗34 124 | ↘34 097 | ↘33 116 | ↗33 117 | ↘33 101 | →33 101 | ↘32 786 | ↗32 908 | ↗32 923 |
| 2023    | 2024    |         |         |         |         |         |         |         |
| ↘32 921 | ↗32 981 |         |         |         |         |         |         |         |

Урбанизация
В городских условиях (город Багратионовск) проживают 19,34 % населения района.
Демография
Женское население района (2017 год) составляет 16 819 человек (50,8 % к общей численности), мужчин 16 282 человека (49,2 %).
В 2012 году естественный прирост составил 3,5 человека на 1000 населения. Оценочное значение коэффициента естественного прироста в 2016 году 2,9 человек на 1000 населения. С 2011 года численность постоянного населения района увеличивается за счёт миграционного и естественного прироста.
В динамике возрастной структуры Багратионовского муниципального района за 2008—2014 годы отчетливо выражена тенденция роста удельного веса лиц старше трудоспособного возраста за счёт сокращения удельного веса лиц трудоспособного и моложе трудоспособного возрастов.
Численность населения в трудоспособном возрасте (мужчины 16-59 лет, женщины 16-54 лет) на 1 января 2016 года составила 19 388 человек (59 % от общей численности населения), моложе трудоспособного возраста 6 653 человека (20 %) и старше трудоспособного возраста 7 076 человек (21 %).
Удельный вес лиц моложе трудоспособного возраста в районе несколько выше, чем в среднем по области. В результате демографическая нагрузка более напряженная за счёт нерабочих возрастов (37,4 % против 35,1 % по области на 2010 год).
Национальный состав
По итогам переписи населения 2020 года проживали следующие национальности (национальности менее 0,1 % и другое, см. в сноске к строке «Другие»):
| Национальность | Численность, чел. | Доля     |
| -------------- | ----------------- | -------- |
| Русские        | 27 189            | 82,58 %  |
| Армяне         | 732               | 2,22 %   |
| Украинцы       | 454               | 1,38 %   |
| Белорусы       | 385               | 1,17 %   |
| Немцы          | 227               | 0,69 %   |
| Азербайджанцы  | 129               | 0,39 %   |
| Татары         | 100               | 0,30 %   |
| Литовцы        | 91                | 0,28 %   |
| Узбеки         | 65                | 0,20 %   |
| Цыгане         | 42                | 0,13 %   |
| Мордва         | 41                | 0,12 %   |
| Казахи         | 33                | 0,10 %   |
| Другие         | 3435              | 10,44 %  |
| Итого          | 32 923            | 100,00 % |

## История
Современный Багратионовский муниципальный округ располагается на частях сразу двух исторических областей древней Пруссии: Вармии, к ней относится часть округа по левым берегам рек Майской, Корневки и Прохладной, и Натангии, к ней в пределах округа относится правобережье рек Корневки и Майской.
Район образован 7 апреля 1946 года как Кройцбургский в составе Кёнигсбергской области. 7 сентября 1946 года переименован в Багратионовский район Калининградской области. 27 апреля 1959 года к нему была присоединена часть территории упразднённого Калининградского района. В 1962 году в состав района вошла территория упразднённого Ладушкинского района.
В 1997 году из состава района выделены муниципальные образования город Ладушкин и город Мамоново.
26 марта 1999 года постановлением Калининградской областной думы № 6 муниципальное образование Багратионовский район наделено статусом муниципального района  и переименовано в Багратионовский муниципальный район.
В 2004 году муниципальный район был преобразован в городской округ, города Ладушкин и Мамоново составили отдельные городские округа.
В 2008 году городской округ преобразован в муниципальный район.
В 2010 году территории Багратионовского административного и муниципального района были приведены в соответствие с административно-территориальным делением области, утверждены города областного значения Ладушкин и Мамоново.
В 2017 году муниципальный район был преобразован в городской округ.
В 2022 году городской округ был преобразован в Багратиновский муниципальный округ.

### Муниципальное устройство
Багратионовский муниципальный район состоял из 1 городского и 4 сельских поселений::
| № | Городское и сельские поселения      | Административный центр | Количество населённых пунктов | Население | Площадь, км2 |
| - | ----------------------------------- | ---------------------- | ----------------------------- | --------- | ------------ |
| 1 | Багратионовское городское поселение | город Багратионовск    | 1                             | ↗6317     | 15,52        |
| 2 | Гвардейское сельское поселение      | посёлок Гвардейское    | 31                            | ↘5920     | 244,41       |
| 3 | Долгоруковское сельское поселение   | посёлок Долгоруково    | 18                            | ↗4672     | 194,46       |
| 4 | Нивенское сельское поселение        | посёлок Нивенское      | 13                            | ↘8297     | 135,64       |
| 5 | Пограничное сельское поселение      | посёлок Совхозное      | 25                            | ↘7911     | 414,00       |

Законом Калининградской области от 18 октября 2016 года № 3, 1 января 2017 года все муниципальные образования Багратионовского муниципального района были преобразованы, путём их объединения, в Багратионовский городской округ.

## Административное деление
В состав Багратионовского административного района в 2010 — 2019 гг. входили:
- 4 сельские округа
  - Гвардейский,
  - Долгоруковский,
  - Нивенский,
  - Пограничный;
- 1 город районного значения
  - Багратионовск.

## Населённые пункты
В Багратионовском районе/муниципальном округе 88 населённых пунктов:
| №  | Населённый пункт | Тип     | Население | бывшее муниципальное образование    |
| -- | ---------------- | ------- | --------- | ----------------------------------- |
| 1  | Августовка       | посёлок | ↘17       | Долгоруковское сельское поселение   |
| 2  | Багратионовск    | город   | ↘6379     | Багратионовское городское поселение |
| 3  | Березовка        | посёлок | ↘405      | Гвардейское сельское поселение      |
| 4  | Богатово         | посёлок | ↘16       | Долгоруковское сельское поселение   |
| 5  | Большаковское    | посёлок | ↘30       | Гвардейское сельское поселение      |
| 6  | Большедорожное   | посёлок | ↘117      | Пограничное сельское поселение      |
| 7  | Большое Озерное  | посёлок | ↗73       | Гвардейское сельское поселение      |
| 8  | Боровое          | посёлок | ↘22       | Гвардейское сельское поселение      |
| 9  | Вальки           | посёлок | ↗8        | Долгоруковское сельское поселение   |
| 10 | Ветрово          | посёлок | ↗14       | Пограничное сельское поселение      |
| 11 | Владимирово      | посёлок | ↘666      | Нивенское сельское поселение        |
| 12 | Высокое          | посёлок | ↘29       | Долгоруковское сельское поселение   |
| 13 | Гвардейское      | посёлок | ↘564      | Гвардейское сельское поселение      |
| 14 | Долгоруково      | посёлок | ↗2805     | Долгоруковское сельское поселение   |
| 15 | Дубки            | посёлок | ↗42       | Гвардейское сельское поселение      |
| 16 | Дубровка         | посёлок | ↘158      | Долгоруковское сельское поселение   |
| 17 | Жуковка          | посёлок | ↗64       | Пограничное сельское поселение      |
| 18 | Загородное       | посёлок | ↗97       | Гвардейское сельское поселение      |
| 19 | Заречное         | посёлок | ↘124      | Нивенское сельское поселение        |
| 20 | Знаменка         | посёлок | ↘48       | Пограничное сельское поселение      |
| 21 | Знаменское       | посёлок | ↘112      | Гвардейское сельское поселение      |
| 22 | Ильичёвка        | посёлок | ↘134      | Пограничное сельское поселение      |
| 23 | Ильюшино         | посёлок | ↗104      | Гвардейское сельское поселение      |
| 24 | Калмыково        | посёлок | ↘6        | Нивенское сельское поселение        |
| 25 | Каменка          | посёлок | ↘9        | Долгоруковское сельское поселение   |
| 26 | Корнево          | посёлок | ↗1912     | Пограничное сельское поселение      |
| 27 | Косатухино       | посёлок | 2         | Пограничное сельское поселение      |
| 28 | Красноармейское  | посёлок | ↘32       | Долгоруковское сельское поселение   |
| 29 | Краснознаменское | посёлок | ↘206      | Долгоруковское сельское поселение   |
| 30 | Кунцево          | посёлок | ↘21       | Пограничное сельское поселение      |
| 31 | Курское          | посёлок | ↗26       | Гвардейское сельское поселение      |
| 32 | Лермонтово       | посёлок | ↘25       | Долгоруковское сельское поселение   |
| 33 | Линейное         | посёлок | ↗53       | Нивенское сельское поселение        |
| 34 | Майское          | посёлок | ↘177      | Нивенское сельское поселение        |
| 35 | Малое Озерное    | посёлок | ↘47       | Гвардейское сельское поселение      |
| 36 | Малое Отважное   | посёлок | ↘12       | Нивенское сельское поселение        |
| 37 | Марийское        | посёлок | ↘165      | Гвардейское сельское поселение      |
| 38 | Медовое          | посёлок | ↗646      | Пограничное сельское поселение      |
| 39 | Минино           | посёлок | ↗14       | Гвардейское сельское поселение      |
| 40 | Московское       | посёлок | ↗60       | Гвардейское сельское поселение      |
| 41 | Московское       | посёлок | →6        | Пограничное сельское поселение      |
| 42 | Мушкино          | посёлок | ↗124      | Пограничное сельское поселение      |
| 43 | Нагорное         | посёлок | ↗72       | Долгоруковское сельское поселение   |
| 44 | Надеждино        | посёлок | ↘265      | Гвардейское сельское поселение      |
| 45 | Невское          | посёлок | ↘274      | Гвардейское сельское поселение      |
| 46 | Нивенское        | посёлок | ↘1728     | Нивенское сельское поселение        |
| 47 | Ново-Московское  | посёлок | ↘645      | Пограничное сельское поселение      |
| 48 | Новоселки        | посёлок | ↗37       | Гвардейское сельское поселение      |
| 49 | Новосёлово       | посёлок | ↘716      | Пограничное сельское поселение      |
| 50 | Октябрьское      | посёлок | ↘1        | Пограничное сельское поселение      |
| 51 | Орехово          | посёлок | ↗177      | Гвардейское сельское поселение      |
| 52 | Осокино          | посёлок | ↗86       | Гвардейское сельское поселение      |
| 53 | Отважное         | посёлок | ↘343      | Нивенское сельское поселение        |
| 54 | Партизанское     | посёлок | ↗1081     | Нивенское сельское поселение        |
| 55 | Первомайское     | посёлок | ↘56       | Пограничное сельское поселение      |
| 56 | Песочное         | посёлок | ↗74       | Гвардейское сельское поселение      |
| 57 | Победа           | посёлок | ↘168      | Нивенское сельское поселение        |
| 58 | Побережье        | посёлок | ↘282      | Долгоруковское сельское поселение   |
| 59 | Пограничное      | посёлок | ↘71       | Долгоруковское сельское поселение   |
| 60 | Пограничный      | посёлок | 625       | Пограничное сельское поселение      |
| 61 | Подгорное        | посёлок | ↘274      | Долгоруковское сельское поселение   |
| 62 | Приморское       | посёлок | ↘32       | Пограничное сельское поселение      |
| 63 | Пролетарское     | посёлок | ↗52       | Пограничное сельское поселение      |
| 64 | Прудки           | посёлок | ↘61       | Гвардейское сельское поселение      |
| 65 | Пушкино          | посёлок | ↘85       | Долгоруковское сельское поселение   |
| 66 | Пятидорожное     | посёлок | ↘790      | Пограничное сельское поселение      |
| 67 | Раздольное       | посёлок | ↗464      | Пограничное сельское поселение      |
| 68 | Рябиновка        | посёлок | ↗357      | Гвардейское сельское поселение      |
| 69 | Садовое          | посёлок | ↘53       | Нивенское сельское поселение        |
| 70 | Северный         | посёлок | ↗1067     | Нивенское сельское поселение        |
| 71 | Сергеево         | посёлок | →8        | Гвардейское сельское поселение      |
| 72 | Славское         | посёлок | ↘248      | Долгоруковское сельское поселение   |
| 73 | Славяновка       | посёлок | ↗1395     | Гвардейское сельское поселение      |
| 74 | Совхозное        | посёлок | ↘583      | Пограничное сельское поселение      |
| 75 | Солдатское       | посёлок | ↘27       | Гвардейское сельское поселение      |
| 76 | Солнечное        | посёлок | ↘32       | Гвардейское сельское поселение      |
| 77 | Сосновка         | посёлок | ↘258      | Пограничное сельское поселение      |
| 78 | Староселье       | посёлок | ↘66       | Гвардейское сельское поселение      |
| 79 | Стрельня         | посёлок | ↗185      | Гвардейское сельское поселение      |
| 80 | Тамбовское       | посёлок | ↘135      | Гвардейское сельское поселение      |
| 81 | Тимирязево       | посёлок | ↘19       | Пограничное сельское поселение      |
| 82 | Тишино           | посёлок | ↗453      | Гвардейское сельское поселение      |
| 83 | Тропинино        | посёлок | ↘8        | Пограничное сельское поселение      |
| 84 | Чапаево          | посёлок | ↘33       | Долгоруковское сельское поселение   |
| 85 | Чехово           | посёлок | ↘564      | Гвардейское сельское поселение      |
| 86 | Широкое          | посёлок | 37        | Долгоруковское сельское поселение   |
| 87 | Южный            | посёлок | ↘2772     | Нивенское сельское поселение        |
| 88 | Яблочкино        | посёлок | ↘1        | Пограничное сельское поселение      |

## Экономика
Экономика района специализируется на производстве и переработке сельскохозяйственной продукции, меховых изделий, выпуске машин и оборудования, мебели, деревообработке.
На 1 января 2017 года, по данным органов статистики, на территории района зарегистрировано 1005 субъектов хозяйственной деятельности.
По основным отраслям экономики субъекты хозяйственной деятельности разделяются следующим образом:
- обрабатывающие производства — 106 единиц;
- сельское хозяйство — 80 единиц;
- транспорт и связь — 111 единиц;
- строительство — 101 единиц;
- оптовая и розничная торговля — 324 единиц;
- другие отрасли — 283 единиц.

Доля обрабатывающих производств в выпуске промышленной продукции в 2016 году составила 99 %.
Наиболее значимыми среди видов обрабатывающей промышленности района по удельному весу в общем объёме отгруженной продукции являются производство холодильного оборудования, производство пищевых продуктов, изготовление мебели.
Основные промышленные предприятия района: ПАО «Багратионовский мясокомбинат», ПАО «Багратионовский сырзавод», ООО «Завод «Источник», Багратионовский лесхоз, АО «Береговой», ПАО «Ладушкинский сыродельный завод», АО «Мамоновский рыбоконсервный комбинат».
За 2016 год обрабатывающими производствами района отгружено товаров на общую сумму 4 793,3 млн рублей (197,2 % по отношению к показателю 2015 года). Производство и распределение электроэнергии, газа и воды за 2016 год составило 45,2 млн рублей (100,7 % от показателя 2015 года).
Численность населения, занятого на крупных и средних предприятиях района по состоянию на 01 октября 2016 года, составляла 3,3 тыс. человек, из которых на обрабатывающих производствах заняты 18 %, 20 % в образовании, 20 % в сфере государственного управления и военной безопасности; 13 % в здравоохранении и сфере социальных услуг, 5 % в сельском хозяйстве, охотничьем и лесном хозяйстве.
Среднемесячная начисленная заработная плата работников крупных и средних предприятий за 9 месяцев 2016 года составила 31,7 тыс. рублей. В сравнении с первыми 9 месяцами 2015 года её уровень увеличился на 15,7 %.
На территории района находится 32 сельскохозяйственных предприятия, 67 крестьянских (фермерских) хозяйства, 5 предприятий переработки сельскохозяйственной продукции, 5864 личных подворий. Основная часть населения района проживает в сельской местности.
В 2015 году индекс производства продукции сельского хозяйства составлял 103 %.
Потребительский рынок представлен розничной торговлей, общественным питанием и предоставлением платных услуг. Основными видами платных услуг являются услуги коммунального хозяйства, жилищные услуги, медицинские услуги, услуги системы образования и бытовые.
Объём оборота розничной торговли за 2016 год по крупным и средним предприятиям составил 651,4 млн рублей по оперативным данным (80,3 % к уровню 2015 года). В 2016 году оборот общественного питания, по крупным и средним предприятиям, составил 48,0 млн рублей (102 % к показателю 2015 года).

## Транспорт

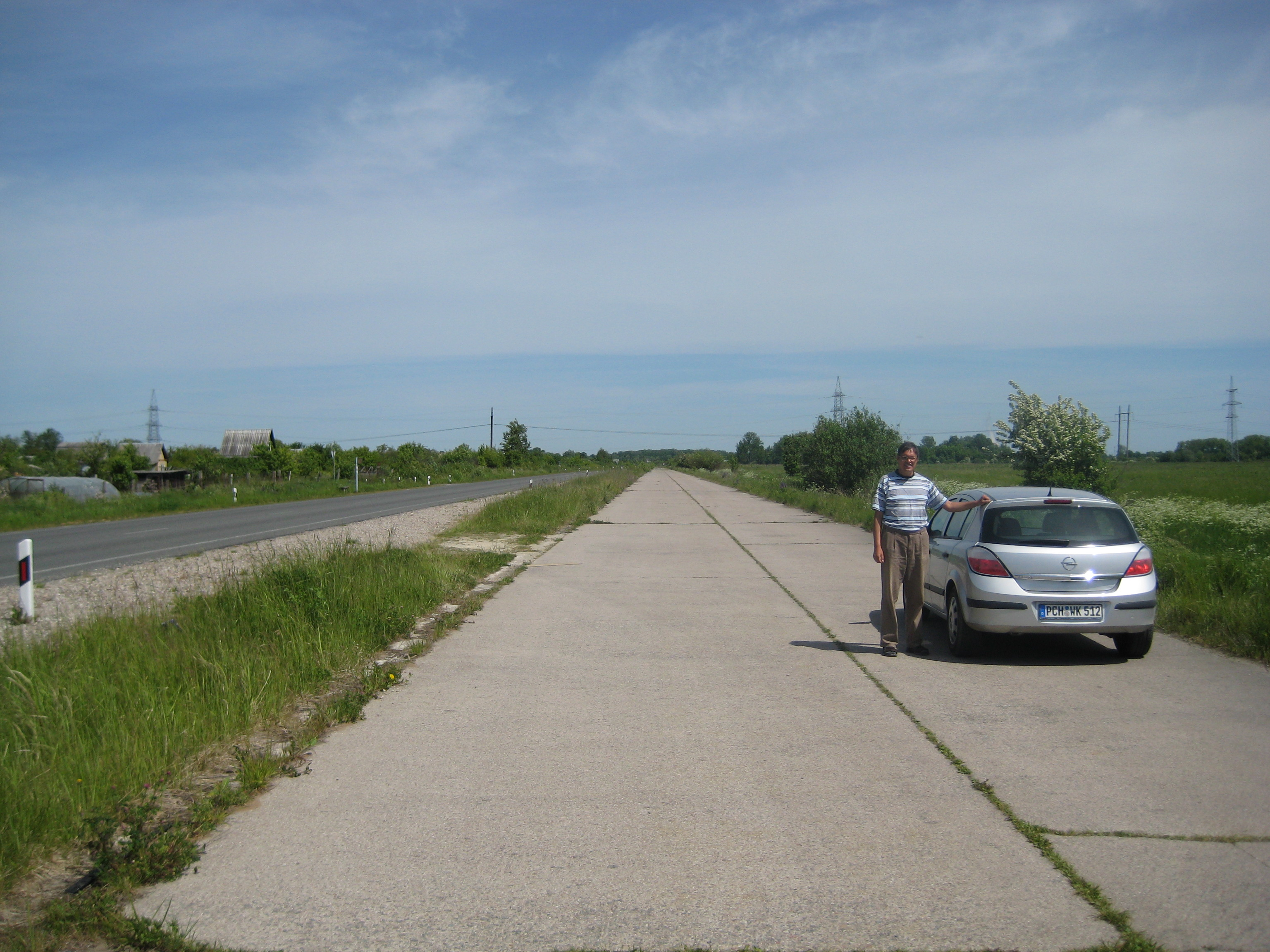
Берлинка

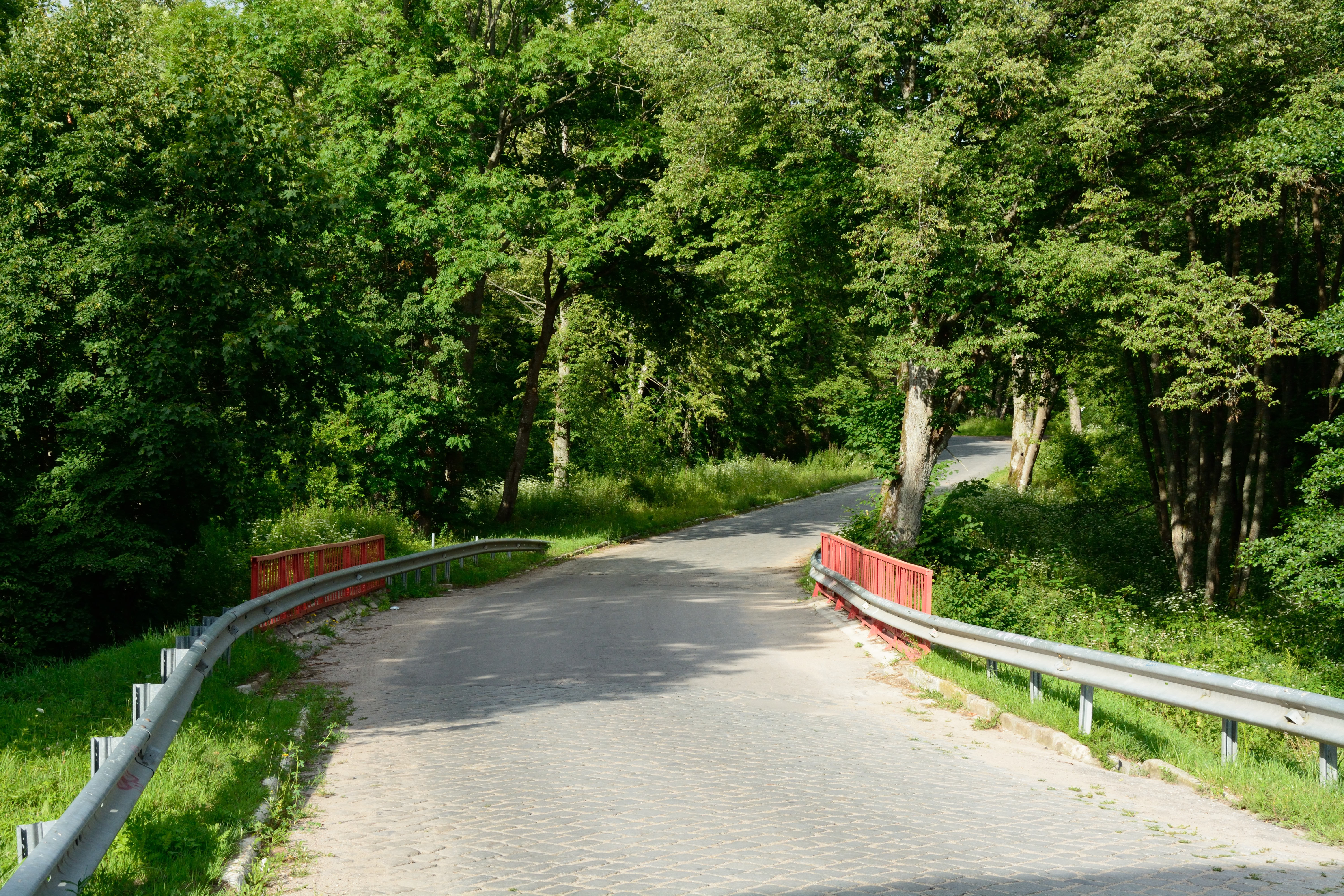
Автодорога в Корневе

Район отличается высокой густотой железнодорожной и дорожной сети.
Основные шоссейные дороги относятся к дорогам I категории. Общая протяжённость автодорог 414,5 км, из них с асфальтовым покрытием 370 км, грунтовых 44,5 км. Примерно половина дорог общего пользования находится в неудовлетворительном состоянии и требуют реконструкции и ремонта.
На территории района имеется 71 мост, общей протяжённостью 648 погонных метров, 20 трубопереездов общей протяжённостью 160 погонных метров. Мосты построены до 1945 года и не рассчитаны на сложившуюся интенсивность движения и нагрузки современного тяжеловесного транспорта.
Международные автомобильные пункты пропуска «Багратионовск» и «Мамоново II» соединяют Багратионовский район с Республикой Польша.
Территория обслуживается филиалом ОАО «Российские железные дороги» — Калининградская железная дорога. С северо-запада на юго-запад район пересекает железнодорожная магистраль Калининград — Мамоново, а с северо-запада на юго-восток — железнодорожная ветка Калининград — Багратионовск. Имеется 3 железнодорожные станции. Протяженность железнодорожных линий 114 км.

## Образование
В 2016 году насчитывалось 17 муниципальных бюджетных образовательных учреждений, подведомственных управлению образования района:
- 7 средних общеобразовательных школ,
- 5 детских садов,
- 2 учреждения типа начальная школа — детский сад в поселке Партизанском и поселке Пограничном,
- 2 учреждения дополнительного образования:  дом детского творчества, детско-юношеская спортивная школа,
- 1 окружной центр психолого-медико-социального сопровождения.

Численность детей, посещающих дошкольные образовательные учреждения на конец 2016 года составляла 1312 человек, на учёте для определения в дошкольные учреждения на конец 2016 года состояло 723 ребёнка.
Численность учащихся муниципальных общеобразовательных учреждений на начало 2016 учебного года составляло 3004 человек, число учителей — 190 человек.

## Культура
Сеть учреждений культуры на территории района представлена 12 муниципальными учреждениями:
- 7 муниципальными учреждениями досуговой деятельности, объединяющими 19 домов культуры и клубов, в том числе 1 городской и 18 сельских,
- 2 централизованными библиотечными системами, объединяющими 23 библиотеки, в том числе 1 центральную, 2 детские и 20 сельских,
- Багратионовский музей истории края,
- 2 учреждениями дополнительного образования.